# 光陽酷龍
酷龍（英語：Quannon），是光陽工業於2007年將外銷車款Quannon 125提升排氣量後在台灣推出的輕型打檔摩托車，最大的特色是使用了國內同級距中罕見的雙翼樑式車架與中置單槍避震，也是近年國產檔車中唯一擁有全整流罩的車種。
截止至2015年仿賽版已停產，街跑版也已於2018年一併停產。

## 簡介
2007年，光陽將原先外銷西歐國家的Quannon 125 (北美稱為KR Sport) 引進國內發售，提升排氣量至150cc，並修改排氣管式樣以符合法規要求。外觀上分離式座椅、雙鷹眼大燈、全整流罩等設計，加上其本身的環抱式車架相當壯碩，接近重車的外觀而受到時下年輕族群青睞。上市時雖打著仿賽之名，然而實際騎姿和機械設定上都是旅跑風格，常有車主藉著後天改裝來使其接近仿賽設定。
2008年為了響應台灣的五期排放環保政策，原先使用化油器供油的版本於2008年底停產，2009年起改採用電腦噴射。除了供油方式的改變，兩者版本在儀表板、方向燈、配色上也有些許改變。

### Quannon Naked 150 Fi
2010年光陽推出了酷龍的街跑版本(Naked，NK)，與原先版本相比，除了捨棄了整流罩外，NK版本的車架由原先的鑄鐵材質改成鋁合金材質，重量因而略有減輕；前叉內徑由33mm增加為37mm、儀錶板改為雙LCD顯示幕、燻黑尾燈和LED方向燈；在性能方面則並無二致。

## 引擎
酷龍採用一具沿自KTR150的RT30 149.4cc SOHC 4V四行程單缸空油冷並用引擎，配置國際五速濕式變速箱。在經過點火系統和提高壓縮比等調校後，動力有微幅提升，可在9000rpm輸出14ps的最大馬力，表現其車款性質，同時追加油冷排提供更穩定的工作溫度。